# Église de Kauniainen
L'église de Kauniainen (en finnois : Kauniaisten kirkko) est une église située à Kauniainen en Finlande. 

## Description
L'église est construite en 1983 sur les plans de Kristian Gullichsen. 
Sa ligne très épurée attire l'attention et l'église a participé à l'exposition Ars Fennica de 1987.
Le bâtiment paroissial conçu aussi par Kristian Gullichsen est achevé en 1998. 
Le clocher de l'église conçu par Keijo Petäjä date de 1964.
La salle de l'église dispose de 250 sièges et la salle paroissiale a 100 sièges. 
L'architecture intérieure de l'église est due à Aulikki Jylhä.

## Galerie

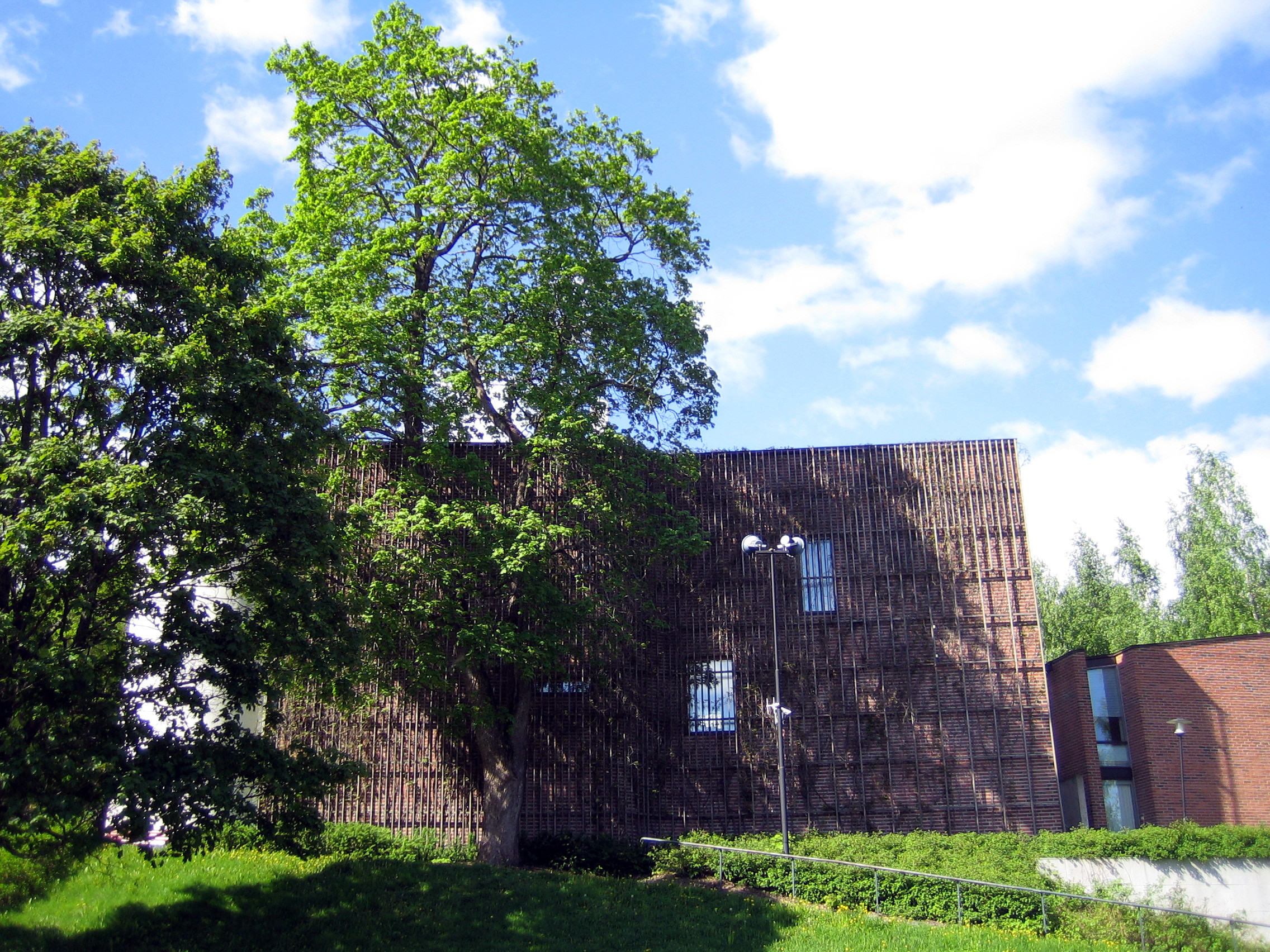
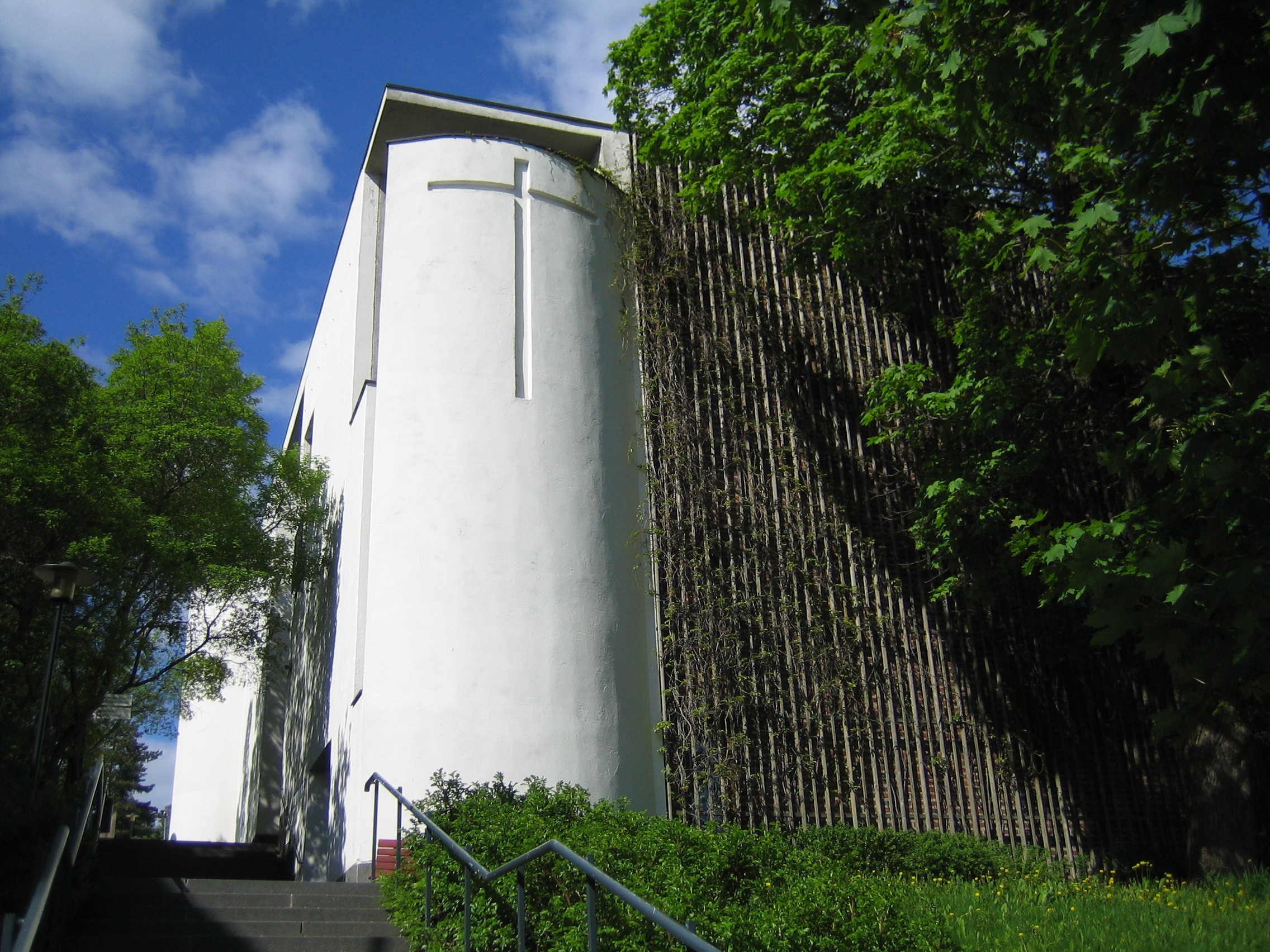
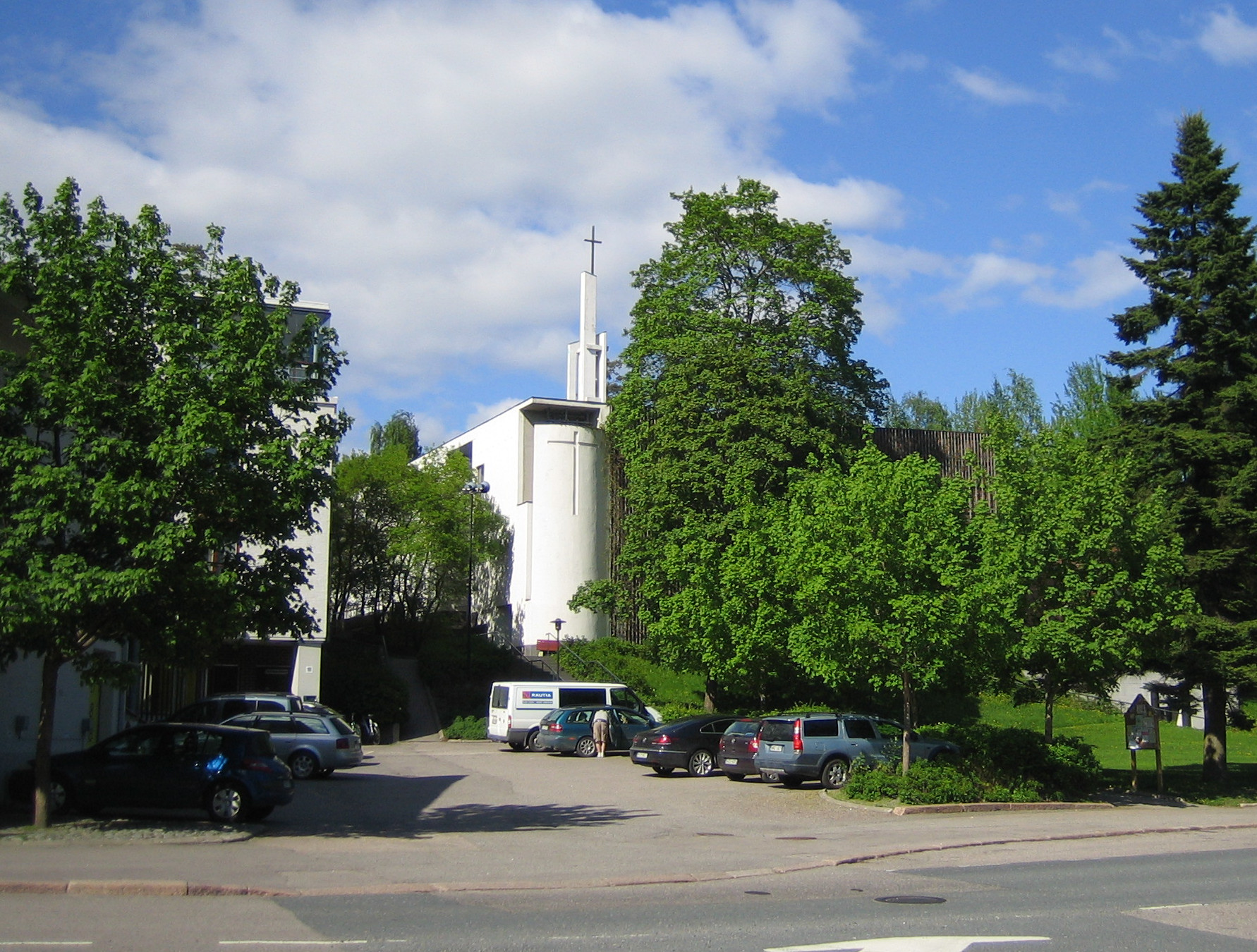
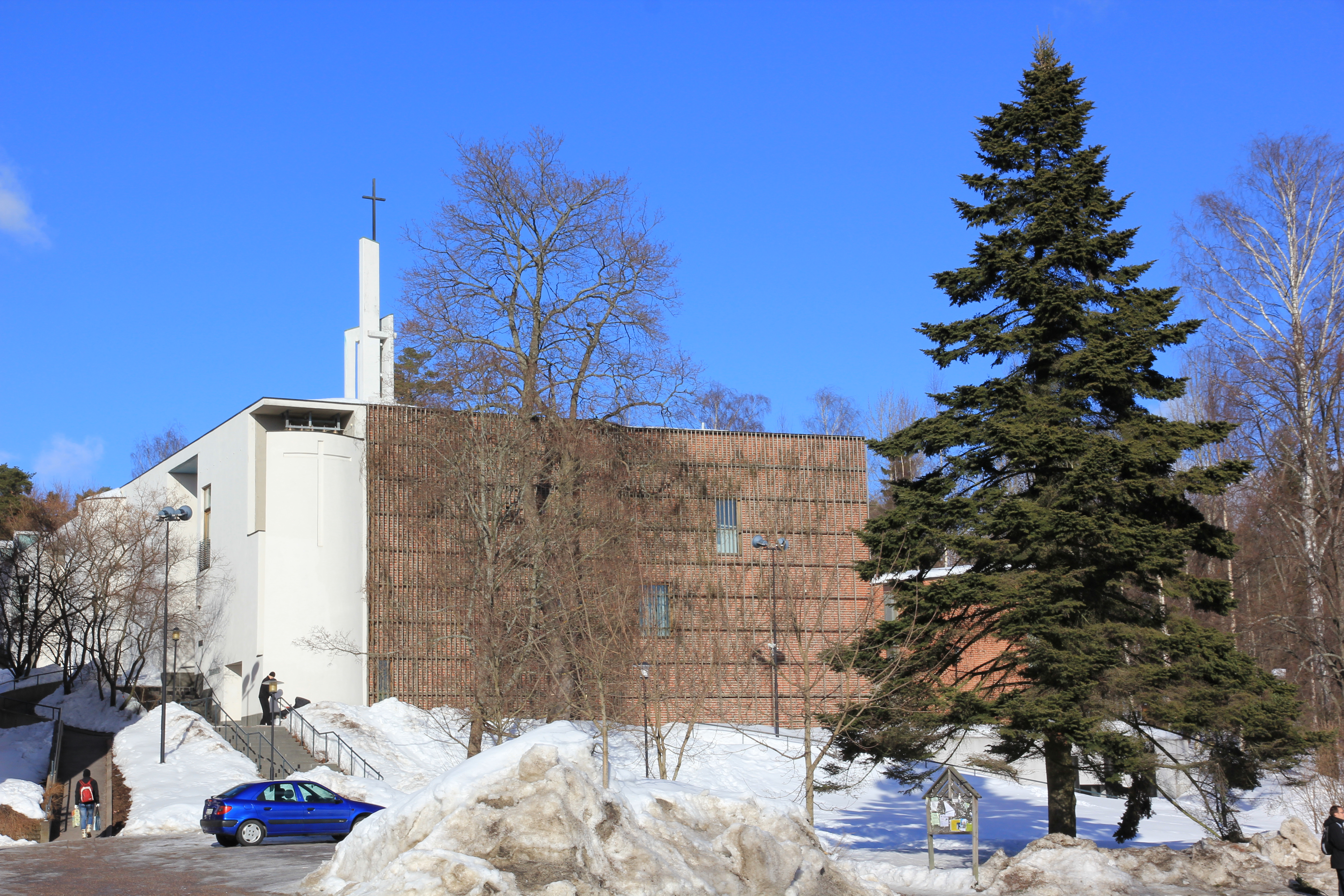
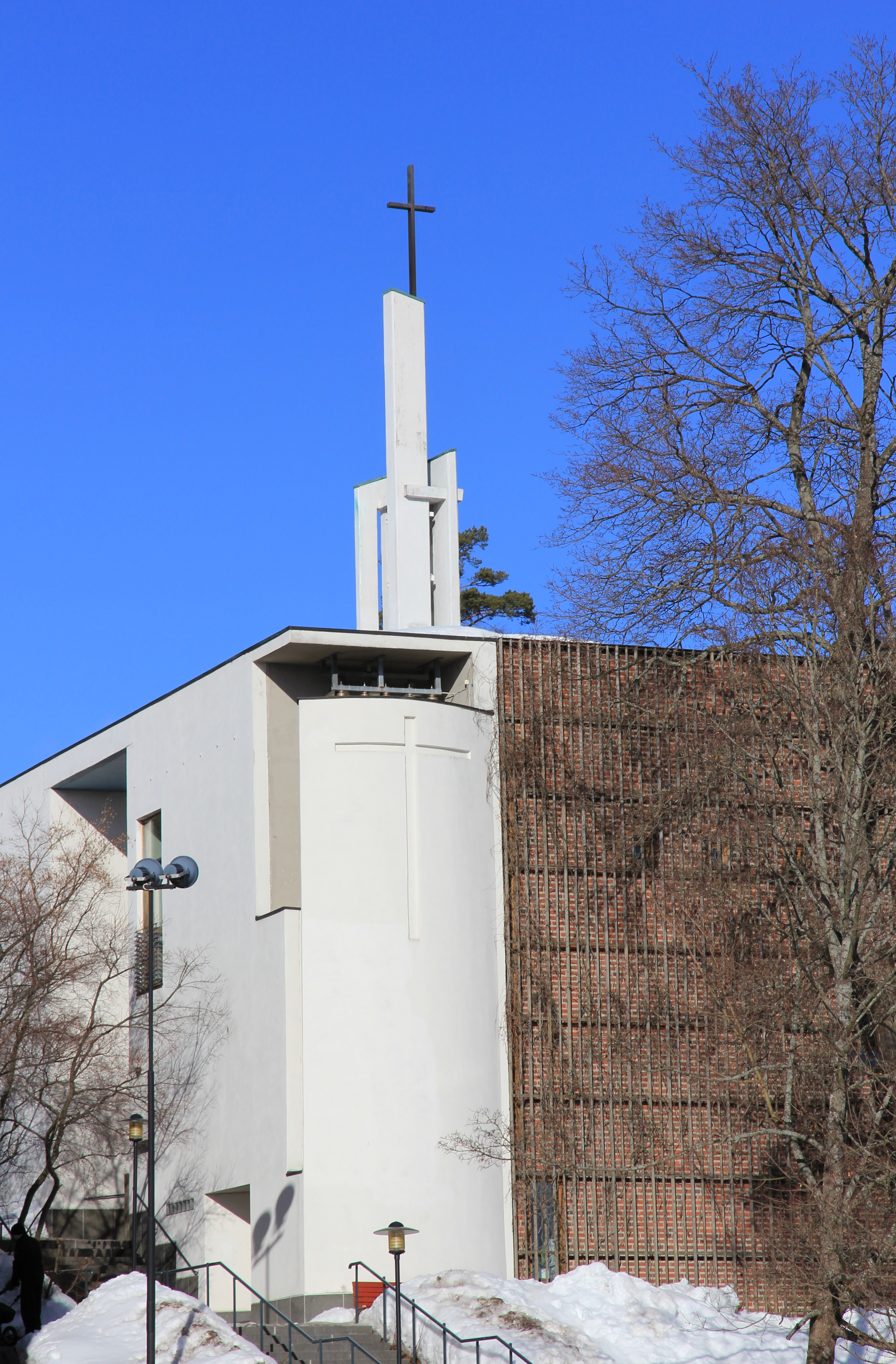
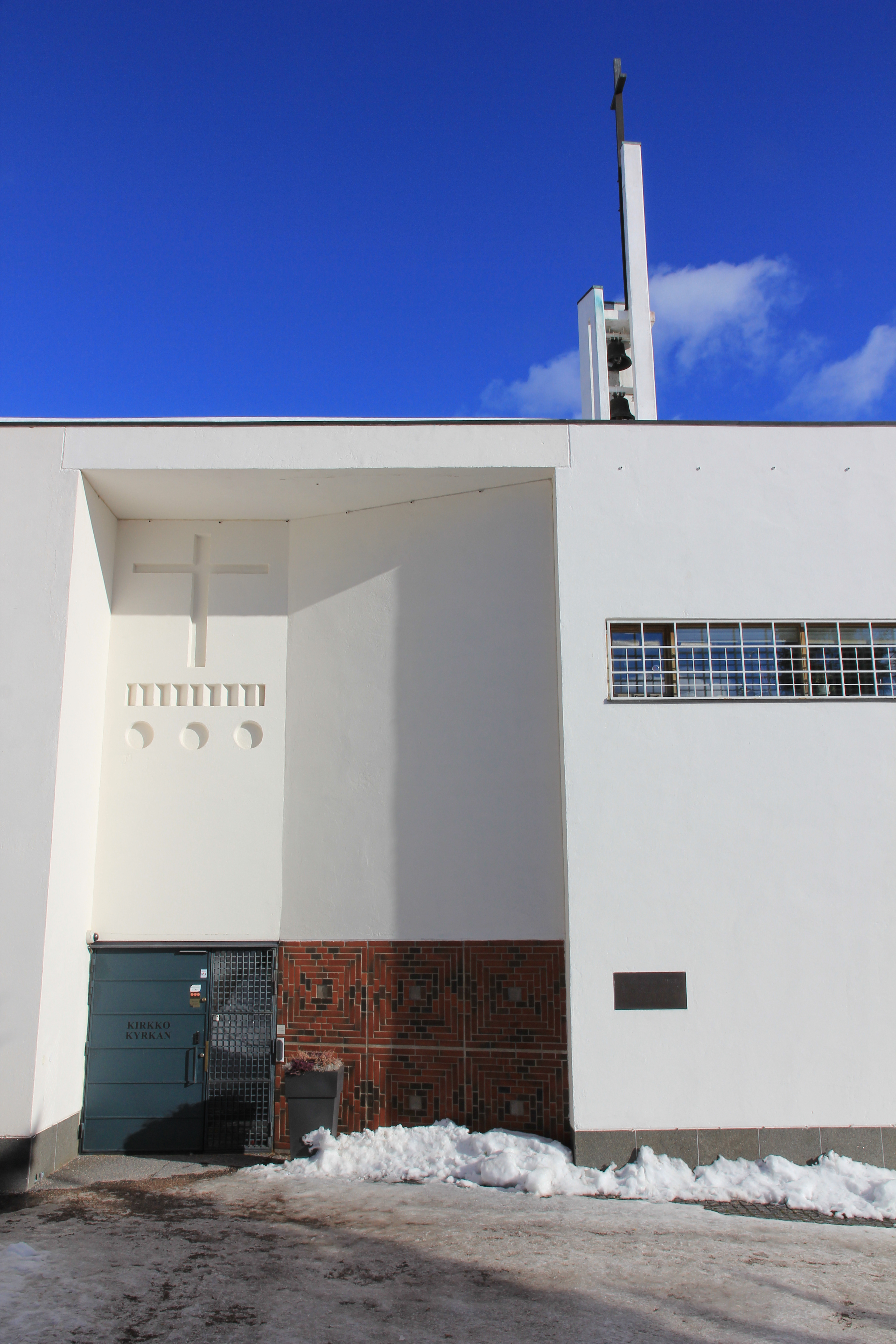